# Dythemis nigra
Dythemis nigra – gatunek ważki z rodziny ważkowatych (Libellulidae).